# موراشیتسه (ناحیه سویتاوی)
موراشیتسه (به چکی: Morašice) یک منطقهٔ مسکونی در جمهوری چک است که در ناحیه سویتاوی واقع شده‌است. موراشیتسه ۱۲٫۴۲ کیلومتر مربع مساحت و ۷۲۱ نفر جمعیت دارد و ۳۵۵ متر بالاتر از سطح دریا واقع شده‌است.